# Zweden op de Melodi Grand Prix Nordic
Zweden is een van de stichtende landen van de Melodi Grand Prix Nordic, samen met Denemarken en Noorwegen.
In 2002 stuurde Zweden Sofie, Fairytrale en Joel naar het festival. Ze eingdigden respectievelijk 6e, 2e en 8e.
Tussen 2003 en 2005 werd het festival niet gehouden.
In 2006 stuurde Zweden Sanna, Benjamin en MADE. Sanna wist de Super-finale te halen en werd daar tweede.
In 2007 werden SK8 en Vendela gestuurd naar Noorwegen. Vendela haalde het van SK8 en mocht zodoende Zweden vertegenwoordigen in de Super-finale, waar zij tweede werd.
In 2008 werden Jonna en Linn uitgekozen om Zweden te vertegenwoordigen. Jonna haalden de Super-finale en werden daarin 3e.
In 2009 werden Ulrik en Rebecca naar eigen Zweden gestuurd. Ulrik haalde finale waarin hij eerste werd (met het maximum van de score).
Sinds 2010 wordt de Melodi Grand Prix Nordic niet meer gehouden.

## Zweedse deelnames
| Jaar | Artiest    | Lied                      | Plaats | Punten | Taal   |
| ---- | ---------- | ------------------------- | ------ | ------ | ------ |
| 2002 | Sofie      | Superduperkille           | 6      | 26     | Zweeds |
| 2002 | Fairytrale | Tills natt blir dag       | 2      | 38     | Zweeds |
| 2002 | Joel       | När blev du och jag vi?   | 8      | 12     | Zweeds |
| 2006 | Sanna      | Genom skog, berg och hav  | 2      | 117    | Zweeds |
| 2006 | Benjamin   | Hej Sofia                 | X      | X      | Zweeds |
| 2006 | MADE       | Inga känslor kvar         | X      | X      | Zweeds |
| 2007 | Vendela    | Gala pala Gutchi          | 2      | 11.215 | Zweeds |
| 2007 | SK8        | Min första största kärlek | X      | X      | Zweeds |
| 2008 | Jonna      | Kommer jag våga           | 3      | 76     | Zweeds |
| 2008 | Linn       | En sång från hjärtat      | X      | X      | Zweeds |
| 2009 | Ulrik      | En vanlig dag             | 1      | 36     | Zweeds |
| 2009 | Rebecca    | Skaffa en annan tjej      | X      | X      | Zweeds |

## Festivals in Zweden
| Jaar | Plaats    | Zaal                 | Presentator(en)                   |
| ---- | --------- | -------------------- | --------------------------------- |
| 2006 | Stockholm | SVT Broadcast Centre | Therese Merkel en Henrik Johnsson |
| 2009 | Stockholm | SVT Broadcast Centre | Ola Lindholm                      |

2002 · 2006 · 2007 · 2008 · 2009
Denemarken · Finland · Noorwegen · Zweden